# 맷 쿠차
매슈 그레고리 "맷" 쿠차(영어: Matthew Gregory "Matt" Kuchar, 1978년 6월 21일 ~ )는 미국의 골프 선수이다.